# Orthaea abbreviata
Orthaea abbreviata är en ljungväxtart som beskrevs av Emmanuel Drake del Castillo. Orthaea abbreviata ingår i släktet Orthaea och familjen ljungväxter. Inga underarter finns listade i Catalogue of Life.